# دهه ۱۴۱۰ (خورشیدی)
دهه ۱۴۱۰ صد و چهل و یکمین دههٔ گاه‌شماری هجری خورشیدی است.

## سال‌ها

### ۱۴۱۰
- ۳۱ اردیبهشت - خورشیدگرفتگی ۲۱ مه ۲۰۳۱
- ۲۳ آبان - خورشیدگرفتگی ۱۴ نوامبر ۲۰۳۱

### ۱۴۱۱
- ۲۰ اردیبهشت - خورشیدگرفتگی ۹ مه ۲۰۳۲
- ۱۳ آبان - خورشیدگرفتگی ۳ نوامبر ۲۰۳۲

### ۱۴۱۲
- ۱۱ فروردین - خورشیدگرفتگی ۳۰ مارس ۲۰۳۳
- ۲ مهر - خورشیدگرفتگی ۲۳ سپتامبر ۲۰۳۳

### ۱۴۱۶
- مشکل سال ۲۰۳۸

### ۱۴۱۷
- ۲۹ آبان - GPS Week Number Rollover